# Dictyopteris attenuata
Dictyopteris attenuata là một loài dương xỉ trong họ Tectariaceae. Loài này được Hook. mô tả khoa học đầu tiên năm 1841.
Danh pháp khoa học của loài này chưa được làm sáng tỏ. 